# Ísold Uggadóttir
Ísold Uggadóttir es un directora de cine y guionista islandesa. Es conocida por su debut cinematográfico en Y respiren normalmente, por la que ganó el premio World Cinema Dramatic Directing en el Festival de Cine de Sundance 2018.

## Vida y carrera
Uggadóttir nació en Reykjavík. Obtuvo su MFA en dirección y escritura de guiones de la Escuela de Artes de la Universidad de Columbia. Su cortometraje debut como directora, Family Reunion (Góðir gestir), fue una selección oficial del Festival de Cine de Sundance 2007. Posteriormente dirigió los cortometrajes Comprometidos (Njálsgata), Clean y Revolution Reykjavík (Útrás Reykjavík) .
El largometraje debut de Uggadóttir, Y respiren normalmente, se estrenó en el Festival de Cine de Sundance en 2018 y luego se estrenó en Netflix en enero de 2019.

## Filmografía
| Año  | Título                                  | Contribución                                 | Nota         |
| ---- | --------------------------------------- | -------------------------------------------- | ------------ |
| 2006 | Reunión familiar (Góðir gestir)         | Guionista / Directora / Editora              | Cortometraje |
| 2009 | Comprometido (Njálsgata)                | Guionista / Directora / Editora / Productora | Cortometraje |
| 2010 | Limpio                                  | Guionista / Directora / Editora              | Cortometraje |
| 2011 | Revolution Reykjavík (Útrás Reykjavík)  | Guionista / Directora / Editora / Productora | Cortometraje |
| 2018 | Y respiren normalmente (Andið eðlilega) | Guionista / Directora / Coproductora         | Largometraje |

## Premios y nominaciones
| Año  | Resultado | Premio                                           | Categoría                                       | Trabajo                | Árbitro. |
| ---- | --------- | ------------------------------------------------ | ----------------------------------------------- | ---------------------- | -------- |
| 2007 | Ganado    | Festival Internacional de Cine de Rhode Island   | Premio Espíritu Alternativo                     | Reunión familiar       | [ 11 ]   |
| 2007 | Ganado    | Festival de Cine de Atlanta                      | Mejor corto narrativo                           | Reunión familiar       |          |
| 2007 | Ganado    | MIX Copenhague                                   | Mejor cortometraje                              | Reunión familiar       |          |
| 2010 | Ganado    | Premios Edda                                     | Cortometraje del año                            | Comprometido           |          |
| 2011 | Ganado    | Premios Edda                                     | Cortometraje del año                            | Limpio                 | [ 12 ]   |
| 2012 | Ganado    | Festival Internacional de Cortometrajes de Drama | Distinción honorífica                           | Revolución Reykjavík   | [ 13 ]   |
| 2012 | Ganado    | Festival Internacional de Cine de Valladolid     | Mejor cortometraje                              | Revolución Reykjavík   | [ 14 ]   |
| 2018 | Ganado    | Festival de Cine de Gotemburgo                   | Premio FIPRESCI                                 | Y respirar normalmente | [ 15 ]   |
| 2018 | Ganado    | Festival Internacional de Cine de Hamptons       | La mejor película                               | Y respirar normalmente | [ 16 ]   |
| 2018 | Ganado    | Festival de Cine de Sundance                     | Premio a la Dirección de Cine Dramático Mundial | Y respirar normalmente | [ 17 ]   |
| 2018 | Ganado    | Festival de cine de Traverse City                | Mejor narrativa                                 | Y respirar normalmente | [ 18 ]   |
| 2020 | Ganado    | Sociedad Chlotrudis de Cine Independiente        | Mejor director                                  | Y respirar normalmente | [ 19 ]   |